# Cymbopteryx
Cymbopteryx es un género de polillas de la familia Crambidae.

## Especies
- Cymbopteryx diffusa Munroe, 1974
- Cymbopteryx extralinea (Dyar in Dyar, 1914)
- Cymbopteryx fuscimarginalis Munroe, 1961
- Cymbopteryx pseudobelialis Munroe, 1974
- Cymbopteryx unilinealis (Barnes & McDunnough, 1918)